# Битолска българска класическа гимназия
Битолската българска класическа гимназия е създадена със съдействието на Солунската българска мъжка гимназия, като през учебната 1899 – 1900 година класическият отдел на Солунската гимназия се премества в Битоля.

## Дейност
Пръв директор на училището е Антон Попстоилов. През 1899 година, след скандал с него, Христо Матов напуска гимназията.
На 11 май 1899 година, на тържеството за Св. св. Кирил и Методий учителят Иван Цоков остро критикува битолския владика Григорий Пелагонийски. Екзархията уволнява учителя, но в гимназията избухва бунт и част учениците, подкрепяни от учители, застават на страната на Цоков. Вследствие, гимназията е временно затворена, провинилите се учители са уволнени, а учениците организатори на бунта – изключени.
През 1900 година на сградата на училището се прави основен ремонт.
| Списък на учениците от последния клас за учебната 1899/1900 г. | Списък на учениците от последния клас за учебната 1899/1900 г. | Списък на учениците от последния клас за учебната 1899/1900 г. | Списък на учениците от последния клас за учебната 1899/1900 г. | Списък на учениците от последния клас за учебната 1899/1900 г. | Списък на учениците от последния клас за учебната 1899/1900 г. |
| Номер                                                          | Име                                                            | Родно място                                                    | Номер                                                          | Име                                                            | Родно място                                                    |
| -------------------------------------------------------------- | -------------------------------------------------------------- | -------------------------------------------------------------- | -------------------------------------------------------------- | -------------------------------------------------------------- | -------------------------------------------------------------- |
| 1                                                              | Георги Баждаров                                                | Горно Броди                                                    | 13                                                             | Христо Силянов                                                 | Цариград                                                       |
| 2                                                              | Иван Бинев                                                     | Воден                                                          | 14                                                             | Александър Станоев                                             | Неготино                                                       |
| 3                                                              | Михаил Грашев                                                  | Прилеп                                                         | 15                                                             | Филип Стефанов                                                 | Загоричани                                                     |
| 4                                                              | Георги Грашев                                                  | Прилеп                                                         | 16                                                             | Христо Сенокосинов                                             | Прилеп                                                         |
| 5                                                              | Георги Диметров                                                | Стояково                                                       | 17                                                             | Георги Тодоров                                                 | Стенче                                                         |
| 6                                                              | Георги Динев                                                   | Забърдени                                                      | 18                                                             | Никола Хаджиташев                                              | Дойран                                                         |
| 7                                                              | Пандо Кляшев                                                   | Смърдеш                                                        | 19                                                             | Стою Хаджиев                                                   | Голешево                                                       |
| 8                                                              | Георги Константинов                                            | Желин                                                          | 20                                                             | Георги Христов                                                 | Шкрапари                                                       |
| 9                                                              | Костадин Лещаров                                               | Охрид                                                          | 21                                                             | Тале Христов                                                   | Прилеп                                                         |
| 10                                                             | Търпен Марков                                                  | Вишени                                                         | 22                                                             | Христо Цветинов                                                | Охрид                                                          |
| 11                                                             | Никола Медичков                                                | Пътеле                                                         | 23                                                             | Михаил Чукалов                                                 | Ресен                                                          |
| 12                                                             | Манол Розов                                                    | Бобища                                                         |                                                                |                                                                |                                                                |

В гимназията се развива активна революционна дейност. Даме Груев съвместява учителството и воденето на тайни революционни кръжоци, в които участват самите ученици. Издава се ръкописният революционен вестник „Жална Македония“. През 1899 – 1900 година в училището преподават още Михаил Герджиков (под името и с дипломата на Тодор Луканов), Петър Мартулков и Васил Пасков. Пере Тошев и Гьорче Петров, по време на учителстването си, подпомагат местния революционен комитет на ВМОРО и издават вестник „На оръжие“. Още учители там са Йордан Бомболов и Мехмед ефенди.
През есента на 1902 година в гимназията учител по български език и литература е Кръсте Мисирков. Други учители са: Атанас Яранов – историк, Панче Хаджиздравев – математик, Емануил Ляпчев, учител по турски език, и Парашкев Цветков – по музика.
Гимназията разполага и с пансион, който се намира в района на Куртдере (Вълчата суха река). Владислав Миладинов-Алексиев описва живота в пансиона като „суров, войнишки, но в същото време задушевен, български“. В пансиона освен ученици живеят и част от учителите.
През учебната 1909 година броят на завършилите ученици в Битолската класическа гимназия е 194, като само 16 души са отпаднали по различни причини.
В Битоля работи и Битолската българска девическа гимназия, на която за кратко директор е Евтим Спространов, като и двете са затворени през 1913 година.

## Преподаватели и възпитаници

### Преподаватели в Битолската българска класическа гимназия
Това са:
- Александър Димитраков
- Антон Кецкаров – настойник
- Антон Попстоилов (1899) – директор
- Атанас Яранов
- Васил Пасков
- Ангел Воденичаров
- Гьорче Петров
- Даме Груев
- Димитър Мирчев (1909 – 1910) – директор
- Димитър Стефанов (1900 – 1901) – директор
- Емануил Ляпчев
- Йордан Бомболов
- Кирил Тъпков
- Константин Вълканов
- Кръсте Мисирков
- Кръстю Капиданчев
- Мехмед ефенди
- Лазар Цунев
- Милан Матов
- Михаил Герджиков
- Никола Гърков (1905 – 1906)
- Никола Янишлиев
- Панче Хаджиздравев
- Парашкев Цветков
- Пере Тошев
- Петър Мартулков
- Петър Станков
- Христо Вълканов (1905)
- Христо Матов
- Юлиан Шумлянски
- Коста Георгиев – преподавадаветел по математика и физика

### Възпитаници на Битолската българска класическа гимназия
Сред по-известните възпитаници са:
- Александър Евтимов, революционер
- Александър Климов, военен и революционер
- Ангел Куртелов, военен и революционер
- Андрей Казепов, революционер
- Арсени Йовков, революционер и публицист
- Асен Татарчев, революционер и лекар
- Атанас Лютвиев, революционер
- Божин Талев, революционер
- Владимир Карамфилов, революционер
- Георги Баждаров, революционер
- Георги Попхристов, революционер
- Георги Тодоров, революционер
- Георги Попхристов, революционер и общественик
- Георги Сугарев, революционер
- Дичо Андонов, революционер
- Владислав Алексиев, юрист
- Димитър Несторов, лекар и опълченец
- Иван Далкалъчев, революционер
- Илия Балтов, революционер
- Илия Талев, революционер
- Илия Димушев, революционер
- Йордан Бадев, критик и публицист
- Кузман Стефов, революционер
- Лазар Москов, революционер
- Лазар Поптрайков, революционер
- Манол Розов, революционер
- Никола Карев, революционер
- Никола Киров, просветен деец
- Никола Хаджиташев, революционер
- Панде Суджов, революционер
- Пандо Кляшев, революционер
- Софрони Стършенов, лесовъд
- Тале Христов, революционер
- Тодор Златков, революционер
- Търпен Марков, революционер
- Христо Силянов, революционер